# موناکاتا سایکاکو
موناکاتا سایکاکو (به ژاپنی: 宗像 才鶴 Munakata Saikaku)؛ قرن شانزدهم – نامشخص) یک زن جنگجو، اونا بوگیشا و حاکم قلعه در ولایت چیکوزن در کیوشو ژاپن بود.